# Karlsruher Sport-Club Mühlburg-Phönix 2001-2002
Questa voce raccoglie le informazioni riguardanti il Karlsruher Sport-Club Mühlburg-Phönix nelle competizioni ufficiali della stagione 2001-2002.

## Stagione
Nella stagione 2001-2002 il Karlsruhe, allenato da Stefan Kuntz, concluse il campionato di 2. Bundesliga al 13º posto. In Coppa di Germania il Karlsruhe fu eliminato al primo turno dallo Waldhof Mannheim.

## Rosa
| N. |                     | Ruolo | Calciatore     |
| -- | ------------------- | ----- | -------------- |
| 1  | Germania (bandiera) | P     | Thomas Walter  |
| 2  | Germania (bandiera) | C     | Werner Heinzen |
| 3  | Germania (bandiera) | D     | Marco Grimm    |
| 4  | Germania (bandiera) | C     | Holger Seitz   |
| 5  | Germania (bandiera) | D     | Torsten Kracht |
| 7  | Romania (bandiera)  | C     | Teo Rus        |
| 8  | Germania (bandiera) | C     | Stefan Ertl    |
| 9  | Germania (bandiera) | A     | Bruno Labbadia |
| 10 | Germania (bandiera) | C     | Tobias Weis    |
| 11 | Germania (bandiera) | A     | Danny Fuchs    |
| 12 | Turchia (bandiera)  | A     | Aydin Çetin    |
| 14 | Germania (bandiera) | D     | Jens Boehnke   |
| 15 | Germania (bandiera) | C     | Daniel Graf    |
| 16 | Germania (bandiera) | D     | Marcel Rapp    |

| N. |                        | Ruolo | Calciatore         |
| -- | ---------------------- | ----- | ------------------ |
| 18 | Nigeria (bandiera)     | D     | Gabriel Melkam     |
| 19 | Germania (bandiera)    | C     | Andreas Backmann   |
| 20 | Germania (bandiera)    | C     | Marco Engelhardt   |
| 21 | Germania (bandiera)    | D     | Carsten Birk       |
| 22 | Germania (bandiera)    | P     | Bastian Becker     |
| 23 | Germania (bandiera)    | D     | Lars Schmedes      |
| 24 | Germania (bandiera)    | D     | Carsten Rothenbach |
| 25 | Paesi Bassi (bandiera) | D     | Thijs Waterink     |
| 26 | Stati Uniti (bandiera) | C     | Carlo Espinosa     |
| 27 | Germania (bandiera)    | P     | Martin Fischer     |
| 29 | Germania (bandiera)    | D     | Marcel Löbich      |
| 30 | Germania (bandiera)    | D     | Clemens Fritz      |
| 31 | Ghana (bandiera)       | C     | Nathaniel Lamptey  |
| 33 | Nigeria (bandiera)     | C     | Innocent Melkam    |

## Organigramma societario
Area tecnica
- Allenatore: Stefan Kuntz
- Allenatore in seconda:
- Preparatore dei portieri: Peter Gadinger
- Preparatori atletici:

## Calciomercato

### Sessione estiva
| Acquisti | Acquisti         | Acquisti              | Acquisti |
| R.       | Nome             | da                    | Modalità |
| -------- | ---------------- | --------------------- | -------- |
| P        | Bastian Becker   | Halberg Brebach       |          |
| C        | Marco Engelhardt | Rot-Weiß Erfurt       |          |
| C        | Stefan Ertl      | Kickers Offenbach     |          |
| D        | Clemens Fritz    | Rot-Weiß Erfurt       |          |
| A        | Danny Fuchs      | Monaco 1860 II        |          |
| D        | Torsten Kracht   | Eintracht Francoforte |          |
| A        | Bruno Labbadia   | Arminia Bielefeld     |          |
| D        | Gabriel Melkam   | Wattenscheid 09       |          |
| D        | Marcel Rapp      | Carl Zeiss Jena       |          |
| D        | Lars Schmedes    | Werder Brema          |          |

| Cessioni | Cessioni      | Cessioni         | Cessioni |
| R.       | Nome          | da               | Modalità |
| -------- | ------------- | ---------------- | -------- |
| A        | Martin Fabuš  | AS Trenčín       |          |
| C        | Dirk Fengler  | Magdeburgo       |          |
| C        | Róbert Hanko  | AS Trenčín       |          |
| C        | Ben Manga     | Wormatia Worms   |          |
| A        | Vitus Nagorny | Schweinfurt 05   |          |
| P        | Ferenc Rott   | Darmstadt        |          |
| D        | Michael Zepek | Bayer Leverkusen |          |

### Sessione invernale
| Acquisti | Acquisti | Acquisti | Acquisti |
| R.       | Nome     | da       | Modalità |
| -------- | -------- | -------- | -------- |

| Cessioni | Cessioni    | Cessioni      | Cessioni |
| R.       | Nome        | da            | Modalità |
| -------- | ----------- | ------------- | -------- |
| A        | Ivan Saenko | Fakel Voronež |          |

## Risultati

### 2. Bundesliga

#### Girone di andata
| Arbitro: | Wagner |

|           |           |  |
| Fuchs 62’ | Marcatori |  |

| Arbitro: | Weiner |

|             |           |          |
| Schröder 7’ | Marcatori | 9’ Fuchs |

| Arbitro: | Trautmann |

|                      |           |  |
| Fritz 44’ Kracht 69’ | Marcatori |  |

| Arbitro: | Kinhöfer |

|             |           |  |
| Schwarz 51’ | Marcatori |  |

| Arbitro: | Fleischer |

|                           |           |                                 |
| Rada 30’ (aut.) Grimm 76’ | Marcatori | 24’ Kryszałowicz 42’, 59’ Skela |

| Arbitro: | Steinborn |

|                                                     |           |  |
| Rothenbach 19’ (aut.) Šimák 31’, 62’, 73’ Keïta 38’ | Marcatori |  |

| Arbitro: | Sippel |

|  |           |            |
|  | Marcatori | 78’ Borges |

| Arbitro: | Gräfe |

|          |           |                     |
| Vier 38’ | Marcatori | 37’ Fritz 54’ Fuchs |

| Arbitro: | Perl |

|                   |           |  |
| Graf 32’ Birk 68’ | Marcatori |  |

| Arbitro: | Pickel |

|                                                             |           |                |
| Schuster 22’ Feinbier 47’ Arnold 51’ Bałuszyński 69’ (rig.) | Marcatori | 86’ Engelhardt |

| Arbitro: | Schößling |

|                                             |           |                  |
| Fuchs 24’ Fritz 45’ Kracht 72’ Labbadia 80’ | Marcatori | 46’, 86’ Azzouzi |

| Arbitro: | Jansen |

|                     |           |                                                        |
| Dowe 78’ Härtel 90’ | Marcatori | 37’ Labbadia 46’ Melkam 51’ (rig.) Birk 82’ Engelhardt |

| Arbitro: | Rafati |

|          |           |         |
| Graf 51’ | Marcatori | 82’ Isa |

| Arbitro: | Frank |

|            |           |  |
| Becker 90’ | Marcatori |  |

| Arbitro: | Albrecht |

|                                |           |  |
| Heeren 45’ Pflipsen 69’ (rig.) | Marcatori |  |

| Arbitro: | Keßler |

|          |           |                |
| Graf 73’ | Marcatori | 21’, 50’ Licht |

| Unterhaching 14 dicembre 2001, ore 19:00 CET 17ª giornata | Unterhaching | 0 – 0 referto | Karlsruhe | Stadion am Sportpark (1 500 spett.)\| Arbitro: \| Minskowski \| |
| Arbitro:                                                  | Minskowski   |               |           |                                                                 |

#### Girone di ritorno
| Arbitro: | Späker |

|                     |           |           |
| Melunovic 8’ (rig.) | Marcatori | 44’ Fuchs |

| Arbitro: | Kemmling |

|                                          |           |               |
| Fuchs 6’ Graf 37’ Melkam 55’ Heinzen 72’ | Marcatori | 77’ Hashemian |

| Arbitro: | Kinhöfer |

|            |           |              |
| Koltai 30’ | Marcatori | 72’ Waterink |

| Arbitro: | Strampe |

|            |           |                                                     |
| Melkam 14’ | Marcatori | 22’ (rig.), 29’ (rig.) N'Kufo 25’ Thurk 80’ Voronin |

| Arbitro: | Koop |

|                            |           |                |
| Ćirić 14’, 45’, 84’ (rig.) | Marcatori | 72’ Rothenbach |

| Arbitro: | Sippel |

|          |           |                           |
| Fuchs 8’ | Marcatori | 74’ Casey 84’ Krupniković |

| Arbitro: | Voss |

|          |           |              |
| Wück 82’ | Marcatori | 30’ Labbadia |

| Arbitro: | Anklam |

|  |           |          |
|  | Marcatori | 57’ Judt |

| Arbitro: | Schmidt |

|                           |           |  |
| Peschel 85’ Güvenışık 90’ | Marcatori |  |

| Arbitro: | Jansen |

|                      |           |                        |
| Fritz 46’ Melkam 90’ | Marcatori | 17’ Sopić 35’ Feinbier |

| Arbitro: | Scheppe |

|                |           |          |
| Hasenhüttl 90’ | Marcatori | 44’ Graf |

| Arbitro: | Stachowiak |

|                  |           |           |
| Labbadia 5’, 13’ | Marcatori | 83’ Boban |

| Arbitro: | Meyer |

|            |           |                              |
| Ristić 30’ | Marcatori | 36’ Çetin 42’ Graf 50’ Fuchs |

| Arbitro: | Gräfe |

|          |           |  |
| Graf 57’ | Marcatori |  |

| Arbitro: | Wezel |

|                |           |                       |
| Rothenbach 45’ | Marcatori | 14’ Ivanović 28’ Daun |

| Arbitro: | Kemmling |

|                             |           |           |
| Trares 6’ (rig.) Bundea 64’ | Marcatori | 72’ Fritz |

| Arbitro: | Merk |

|                             |           |  |
| Fuchs 28’, 60’ Labbadia 90’ | Marcatori |  |

### Coppa di Germania
| Arbitro: | Lange |

|                       |           |                                                       |
| Fuchs 20’, 69’ (rig.) | Marcatori | 30’ (aut.) Grimm 35’, 64’ Klausz 55’ Catic 72’ Ivanov |

## Statistiche

### Statistiche di squadra
| Competizione      | Punti | In casa | In casa | In casa | In casa | In casa | In casa | In trasferta | In trasferta | In trasferta | In trasferta | In trasferta | In trasferta | Totale | Totale | Totale | Totale | Totale | Totale | DR |
| Competizione      | Punti | G       | V       | N       | P       | Gf      | Gs      | G            | V            | N            | P            | Gf           | Gs           | G      | V      | N      | P      | Gf     | Gs     | DR |
| ----------------- | ----- | ------- | ------- | ------- | ------- | ------- | ------- | ------------ | ------------ | ------------ | ------------ | ------------ | ------------ | ------ | ------ | ------ | ------ | ------ | ------ | -- |
| 2. Bundesliga     | 41    | 17      | 8       | 2       | 7       | 28      | 22      | 17           | 3            | 6            | 8            | 17           | 29           | 34     | 11     | 8      | 15     | 45     | 51     | -6 |
| Coppa di Germania | -     | 1       | 0       | 0       | 1       | 2       | 5       | 0            | 0            | 0            | 0            | 0            | 0            | 1      | 0      | 0      | 1      | 2      | 5      | -3 |
| Totale            | 41    | 18      | 8       | 2       | 8       | 30      | 27      | 17           | 3            | 6            | 8            | 17           | 29           | 35     | 11     | 8      | 16     | 47     | 56     | -9 |

### Andamento in campionato
| Giornata  | 1 | 2 | 3 | 4 | 5  | 6  | 7  | 8  | 9  | 10 | 11 | 12 | 13 | 14 | 15 | 16 | 17 | 18 | 19 | 20 | 21 | 22 | 23 | 24 | 25 | 26 | 27 | 28 | 29 | 30 | 31 | 32 | 33 | 34 |
| --------- | - | - | - | - | -- | -- | -- | -- | -- | -- | -- | -- | -- | -- | -- | -- | -- | -- | -- | -- | -- | -- | -- | -- | -- | -- | -- | -- | -- | -- | -- | -- | -- | -- |
| Luogo     | C | T | C | T | C  | T  | C  | T  | C  | T  | C  | T  | C  | T  | T  | C  | T  | T  | C  | T  | C  | T  | C  | T  | C  | T  | C  | T  | C  | T  | C  | C  | T  | C  |
| Risultato | V | N | V | P | P  | P  | P  | V  | V  | P  | V  | V  | N  | P  | P  | P  | N  | N  | V  | N  | P  | P  | P  | N  | P  | P  | N  | N  | V  | V  | V  | P  | P  | V  |
| Posizione | 6 | 9 | 4 | 7 | 10 | 13 | 13 | 12 | 10 | 10 | 10 | 7  | 6  | 9  | 11 | 13 | 12 | 12 | 11 | 11 | 12 | 13 | 13 | 13 | 14 | 14 | 14 | 15 | 13 | 13 | 11 | 14 | 15 | 13 |

Legenda:

Luogo: C = Casa; T = Trasferta. Risultato: V = Vittoria; N = Pareggio; P = Sconfitta.

### Statistiche dei giocatori
| Giocatore     | 2. Bundesliga | 2. Bundesliga | 2. Bundesliga | 2. Bundesliga | Coppa di Germania | Coppa di Germania | Coppa di Germania | Coppa di Germania | Totale   | Totale | Totale      | Totale     |
| Giocatore     | Presenze      | Reti          | Ammonizioni   | Espulsioni    | Presenze          | Reti              | Ammonizioni       | Espulsioni        | Presenze | Reti   | Ammonizioni | Espulsioni |
| ------------- | ------------- | ------------- | ------------- | ------------- | ----------------- | ----------------- | ----------------- | ----------------- | -------- | ------ | ----------- | ---------- |
| A. Backmann   | 6             | 0             | 1             | 0             | 0                 | 0                 | 0                 | 0                 | 6        | 0      | 1           | 0          |
| B. Becker     | 2             | 0             | 0             | 0             | 0                 | 0                 | 0                 | 0                 | 2        | 0      | 0           | 0          |
| C. Birk       | 28            | 2             | 5             | 0             | 0                 | 0                 | 0                 | 0                 | 28       | 2      | 5           | 0          |
| J. Boehnke    | 0             | 0             | 0             | 0             | 0                 | 0                 | 0                 | 0                 | 0        | 0      | 0           | 0          |
| M. Engelhardt | 25            | 2             | 8             | 0             | 1                 | 0                 | 0                 | 0                 | 26       | 2      | 8           | 0          |
| S. Ertl       | 9             | 0             | 1             | 1             | 1                 | 0                 | 0                 | 0                 | 10       | 0      | 1           | 1          |
| C. Espinosa   | 0             | 0             | 0             | 0             | 0                 | 0                 | 0                 | 0                 | 0        | 0      | 0           | 0          |
| M. Fischer    | 1             | 0             | 0             | 0             | 0                 | 0                 | 0                 | 0                 | 1        | 0      | 0           | 0          |
| C. Fritz      | 31            | 5             | 6             | 1             | 1                 | 0                 | 1                 | 0                 | 32       | 5      | 7           | 1          |
| D. Fuchs      | 30            | 10            | 9             | 2             | 1                 | 2                 | 0                 | 0                 | 31       | 12     | 9           | 2          |
| D. Graf       | 33            | 7             | 4             | 0             | 1                 | 0                 | 0                 | 0                 | 34       | 7      | 4           | 0          |
| M. Grimm      | 25            | 1             | 6             | 0             | 1                 | 0                 | 0                 | 0                 | 26       | 1      | 6           | 0          |
| W. Heinzen    | 6             | 1             | 0             | 0             | 0                 | 0                 | 0                 | 0                 | 6        | 1      | 0           | 0          |
| T. Kracht     | 31            | 2             | 11            | 1             | 1                 | 0                 | 0                 | 0                 | 32       | 2      | 11          | 1          |
| B. Labbadia   | 33            | 6             | 5             | 0             | 1                 | 0                 | 1                 | 0                 | 34       | 6      | 6           | 0          |
| N. Lamptey    | 0             | 0             | 0             | 0             | 0                 | 0                 | 0                 | 0                 | 0        | 0      | 0           | 0          |
| M. Löbich     | 0             | 0             | 0             | 0             | 0                 | 0                 | 0                 | 0                 | 0        | 0      | 0           | 0          |
| G. Melkam     | 32            | 4             | 5             | 0             | 0                 | 0                 | 0                 | 0                 | 32       | 4      | 5           | 0          |
| I. Melkam     | 3             | 0             | 0             | 0             | 0                 | 0                 | 0                 | 0                 | 3        | 0      | 0           | 0          |
| M. Rapp       | 0             | 0             | 0             | 0             | 0                 | 0                 | 0                 | 0                 | 0        | 0      | 0           | 0          |
| C. Rothenbach | 19            | 2             | 0             | 0             | 1                 | 0                 | 0                 | 0                 | 20       | 2      | 0           | 0          |
| T. Rus        | 31            | 0             | 4             | 0             | 1                 | 0                 | 0                 | 0                 | 32       | 0      | 4           | 0          |
| I. Saenko     | 2             | 0             | 0             | 0             | 0                 | 0                 | 0                 | 0                 | 2        | 0      | 0           | 0          |
| L. Schmedes   | 0             | 0             | 0             | 0             | 0                 | 0                 | 0                 | 0                 | 0        | 0      | 0           | 0          |
| H. Seitz      | 12            | 0             | 3             | 0             | 0                 | 0                 | 0                 | 0                 | 12       | 0      | 3           | 0          |
| T. Walter     | 32            | 0             | 4             | 0             | 1                 | 0                 | 0                 | 0                 | 33       | 0      | 4           | 0          |
| T. Waterink   | 29            | 1             | 6             | 1             | 1                 | 0                 | 1                 | 0                 | 30       | 1      | 7           | 1          |
| T. Weis       | 12            | 0             | 1             | 0             | 1                 | 0                 | 0                 | 0                 | 13       | 0      | 1           | 0          |
| A. Çetin      | 29            | 1             | 3             | 0             | 1                 | 0                 | 0                 | 0                 | 30       | 1      | 3           | 0          |